# Mikołaj Fryderyk Rudolf
Mikołaj Fryderyk Rudolf (ur. 9 grudnia 1942, zm. 27 września 2020) – polski chemik dr hab.

## Życiorys
Obronił pracę doktorską, następnie uzyskał stopień doktora habilitowanego. Został zatrudniony na stanowisku profesora nadzwyczajnego na Wydziale Chemii Uniwersytetu Wrocławskiego.
Zmarł 27 września 2020.